# Jab Pyaar Kissi Se Hota Hai
Jab Pyaar Kissi Se Hota Hai est un film indien de Bollywood réalisé par Deepak Sarin sorti le 22 mai 1998.
Le film met en vedette Salman Khan et Twinkle Khanna. Le long métrage fut un succès notable aux box-office.

## Synopsis
Ce film parle de Suraj Dhanrajgir (Salman Khan), une fille riche qui dépense de l'argent en alcool et en femmes de son homme d'affaires, Dada (Anupam Kher). Pour la première fois, il a l'air doux (Twinkle Khanna). Le grand-père de Suraj gère la situation et lui demande de l'épouser. Les gentils s'accordent à cette condition que le soleil quitte son mode de vie et en soit responsable. Elle doit cesser de fumer, de boire et de courir derrière les filles. Le soleil laisse toutes les mauvaises habitudes

## Distribution
- Salman Khan : Suraj Dhanrajgir
- Twinkle Khanna : Komal Sinha
- Johnny Lever : Mahesh
- Anupam Kher : Dadaji
- Aditya Narayan : Kabir Dhanrajgir
- Namrata Shirodkar : Pooja, la mère de Kabir
- Saeed Jaffery :  le père de Komal
- Farida Jalal : la mère de Komal
- Harish Patel : l'oncle de Komal
- Himani Shivpuri : la tante de Komal

## Box-office
- Box-office Inde: 690 150 000 Roupies.

Box-office india qualifie le film de hit.